# Passage Binder
Pour les articles homonymes, voir Binder.
Le passage Binder est une voie du 19e arrondissement de Paris, en France.

## Situation et accès
Le passage Binder est situé dans le 19e arrondissement de Paris. Il débute au 9, passage du Sud et se termine au 8, passage Dubois.

## Origine du nom

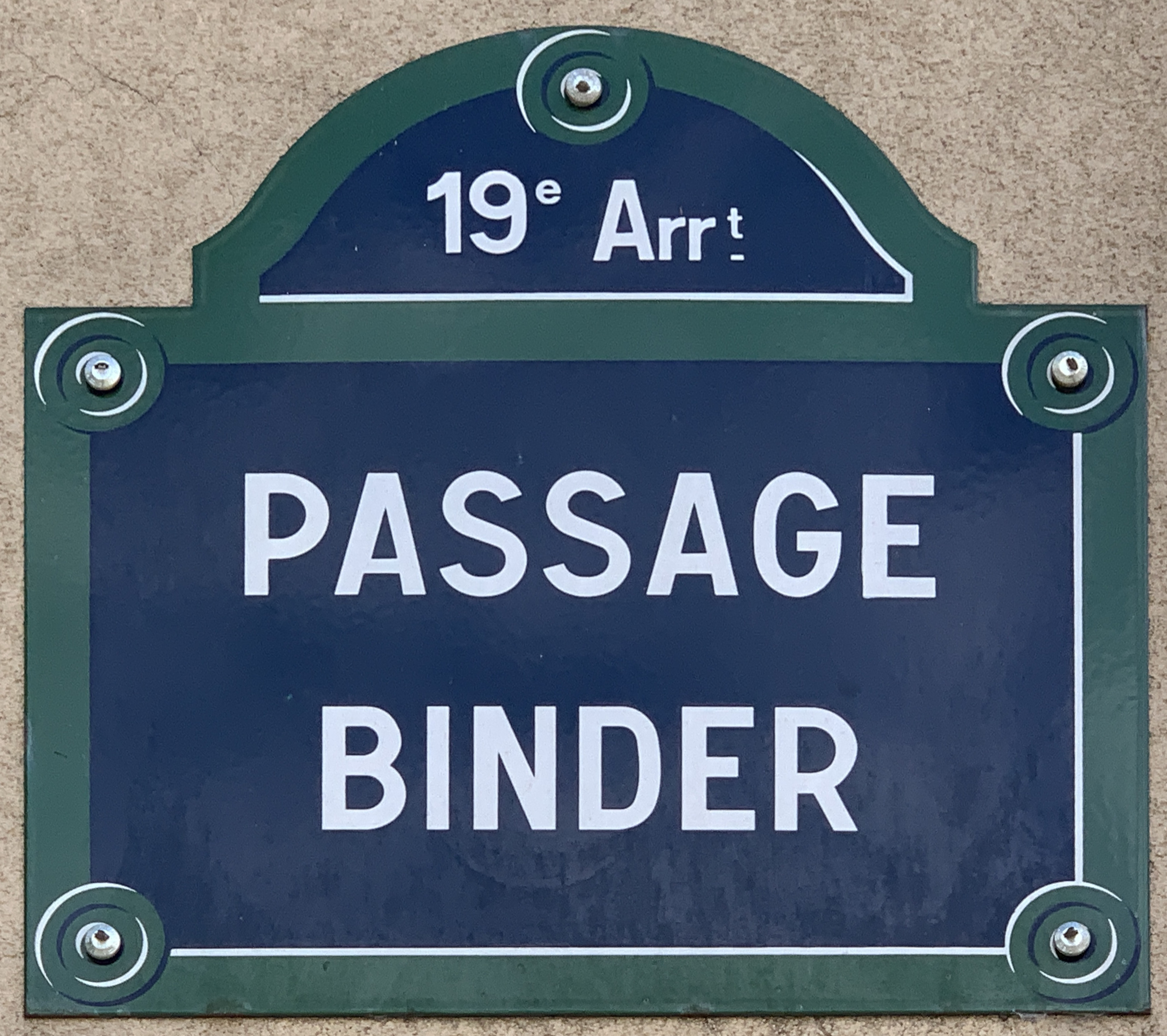
Plaque du passage.

Elle porte le nom de M. Binder ou Bender qui fut le premier locataire d'un immeuble sis dans cette voie.

## Historique
Cette voie ouverte en 1856 sous le nom de « passage Bender », reçoit plus tard sa dénomination actuelle puis est classée dans la voirie parisienne par un arrêté municipal du 31 mai 1995.